# إريك يفبفر (سياسي)
إريك يفبفر هو سياسي كندي، ولد في 10 يونيو 1971 في فيكتوريا فيل في كندا. حزبياً، نشط في Coalition Avenir Québec ‏. وقد انتخب عضو الجمعية الوطنية في كيبك ‏ عن دائرة Arthabaska (electoral district) ‏ خلال فترته النيابية ‏ (5 ديسمبر 2016 – ).